# خاویر گارسیا (بازیکن واترپلو)
خاویر گارسیا (انگلیسی: Xavier García؛ زادهٔ ۵ ژانویهٔ ۱۹۸۴) بازیکن واترپلو اهل اسپانیا است.